# (528381) 2008 ST291
(528381) 2008 ST291 ist ein großes transneptunisches Objekt, welches bahndynamisch als Resonantes KBO (1:6–Resonanz) oder auch allgemeiner als «Distant Object» eingestuft wird. Aufgrund seiner Größe ist der Asteroid ein Zwergplanetenkandidat.

## Entdeckung
2008 ST291 wurde am 24. September 2008 von einem amerikanischen Astronomenteam bestehend aus Megan Schwamb, Mike Brown und David Lincoln Rabinowitz am Palomar-Observatorium (Kalifornien) entdeckt. Die Entdeckung wurde am 14. November 2009 bekanntgegeben.
Der Beobachtungsbogen des Asteroiden beginnt mit der offiziellen Entdeckungsbeobachtung im September 2008. Im Dezember 2018 lagen insgesamt 85 Beobachtungen über einen Zeitraum von 10 Jahren vor. Die bisher letzte Beobachtung wurde im Dezember 2017 im Rahmen des Pan-STARRS-Programmes durchgeführt.

## Eigenschaften

### Umlaufbahn

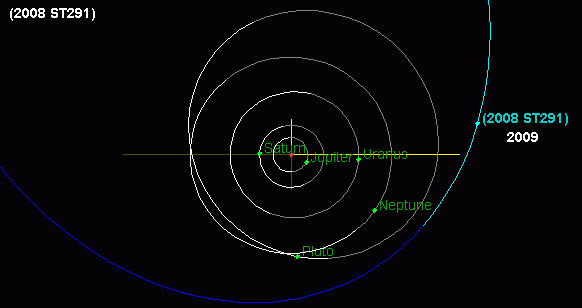
Die Bahn von 2008 ST_{291} (blau) im Vergleich zu Pluto und den Planeten.

2008 ST291 umkreist die Sonne in 998,30 Jahren auf einer hochgradig elliptischen Umlaufbahn zwischen 42,31 AE und 157,47 AE Abstand zu deren Zentrum. Die Bahnexzentrizität beträgt 0,576, die Bahn ist 20,76° gegenüber der Ekliptik geneigt. Derzeit ist der Planetoid 61,13 AE von der Sonne bzw. 61,60 AE von der Erde entfernt. Das Perihel durchlief er das letzte Mal 1954, der nächste Periheldurchlauf dürfte also erst im Jahre 2952 erfolgen. (Stand 3. Februar 2019)
Marc Buie (DES) stuft den Planetoiden als RKBO (1:6-Resonanz mit Neptun) ein; das Minor Planet Center führt es als «Distant Object».

### Größe
Derzeit wird von einem Durchmesser von etwa 549 km ausgegangen, basierend auf einem Rückstrahlvermögen von 9 % und einer absoluten Helligkeit von 4,6 m; dies ist allerdings mit einigen Unsicherheiten behaftet, da aufgrund der noch unbekannten Albedo die Einschätzungen von 370 bis 820 km reichen. Die scheinbare Helligkeit von 2008 ST291 beträgt 22,29 m.
Da anzunehmen ist, dass sich 2008 ST291 aufgrund seiner Größe im hydrostatischen Gleichgewicht befindet und somit weitgehend rund sein muss, sollte er die Kriterien für eine Einstufung als Zwergplanet erfüllen. Mike Brown geht davon aus, dass es sich bei 2008 ST291 um wahrscheinlich einen Zwergplaneten handelt.
| Jahr                                         | Abmessungen km | Quelle   |
| -------------------------------------------- | -------------- | -------- |
| 2018                                         | 640,0          | Johnston |
| 2018                                         | 549,0          | Brown    |
| Die präziseste Bestimmung ist fett markiert. |                |          |